# Außenems (Naturschutzgebiet)
Die Außenems ist ein Naturschutzgebiet im kreis- und gemeindefreien Gebiet der äußeren Ems und in der niedersächsischen Stadt Emden, der Gemeinde Krummhörn im Landkreis Aurich und der Gemeinde Bunde im Landkreis Leer.

## Allgemeines
Das Naturschutzgebiet mit dem Kennzeichen NSG WE 314 ist rund 12.025 Hektar groß. Der größte Teil entfällt auf das kreis- und gemeindefreie Gebiet der Ems, rund 106 Hektar liegen in der Stadt Emden und den Landkreisen Aurich und Leer. Das Naturschutzgebiet umfasst das FFH- und EU-Vogelschutzgebiet „Hund und Paapsand“ sowie Teile des FFH-Gebietes „Unterems und Außenems“ und der Vogelschutzgebiete „Hund und Paapsand“, „Krummhörn“ und „Emsmarsch von Leer bis Emden“. Im Nordosten und Südosten grenzt es an den Nationalpark Niedersächsisches Wattenmeer, im Südosten an das Naturschutzgebiet „Unterems“. Das Gebiet steht seit dem 24. Januar 2019 unter Naturschutz. Zuständige untere Naturschutzbehörden sind der Niedersächsische Landesbetrieb für Wasserwirtschaft, Küsten- und Naturschutz und die Landkreise Leer und Aurich.

## Beschreibung
Das Naturschutzgebiet erstreckt sich über einen Teil des von den Gezeiten geprägten Ästuars der Ems vom Ursprung der Geise bei Pogum über einen Teil des Dollarts bis zum Übergang des Flusslaufs der Ems in die Nordsee etwa drei Kilometer östlich von Eemshaven. Es umfasst dabei auch Flächen, die sowohl von Deutschland als auch von den Niederlanden als Staatsgebiet beansprucht werden. Die Ausweisung des Naturschutzgebietes erfolgte daher in Abstimmung mit den Niederlanden, die die von ihnen beanspruchen Teile von Außenems und Dollart ebenfalls als FFH-Gebiet („Eems-Dollard“) gemeldet haben.
Das Gebiet schließt neben den Wasser- und Wattflächen – insbesondere Hund und Paapsand, Knockster Watt und Geise – auch Vordeichbereiche am Rysumer Nacken und in der Knockster Bucht mit ein. Durch das Naturschutzgebiet werden benachbarte Vogelschutzgebiete miteinander verbunden. Weiterhin erfüllt es eine Verbindungsfunktion zwischen Ems, Dollart und offenem Wattenmeer.

## Flora und Fauna
Die in das Naturschutzgebiet einbezogenen Vorländer werden von Salzwiesen und Röhrichten eingenommen. Das Naturschutzgebiet ist Lebensraum u. a. für Austernfischer, Rotschenkel, Blaukehlchen, Schilfrohrsänger und verschiedene Wiesenvögel wie Wiesenpieper, die in den Vorlandbereichen vorkommen, sowie bedeutender Rastplatz und Nahrungshabitat für verschiedene Wat- und Wasservögel, darunter Säbelschnäbler, Löffler, Großer Brachvogel, Regenbrachvogel, Austernfischer, Rotschenkel, Grünschenkel, Uferschnepfe, Pfuhlschnepfe, Goldregenpfeifer, Sandregenpfeifer, Kiebitzregenpfeifer, Alpenstrandläufer, Steinwälzer, Graugans, Blässgans, Weißwangengans, Ringelgans, Brandgans, Eiderente, Löffelente, Pfeifente, Krickente, Spießente und Mittelsäger. Weiterhin sind die Möwen Mantelmöwe, Silbermöwe, Sturmmöwe und Lachmöwe sowie Kormoran und Flussseeschwalbe als Gastvögel anzutreffen.
Die Ems ist Lebensraum verschiedener Fischarten wie Großer Scheibenbauch, Flunder, Strand- und Sandgrundel sowie Wanderkorridor für Stint, Aal, Finte und die Rundmäuler Fluss- und Meerneunauge. Außerdem ist sie Teillebensraum für Seehund und Schweinswal.
Auf Hund und Paapsand siedeln großflächige Miesmuschelbänke sowie Vorkommen des Seegrases.